# Gymnoglossa munroi
Gymnoglossa munroi är en tvåvingeart som beskrevs av Charles Howard Curran 1934. Gymnoglossa munroi ingår i släktet Gymnoglossa och familjen parasitflugor. Inga underarter finns listade i Catalogue of Life.